# فالديفيا (لاعب كرة قدم برازيلي)
واندرسون فيريرا دي أوليفيرا (بالإنجليزية: Wanderson Ferreira de Oliveira)‏ المعروف بفالديفيا (مواليد . 1994  م) هو لاعب كرة قدم، من البرازيل ، يلعب كصانع ألعاب لعب سابقا في نادي إنترناسيونال .
لعب سابقاً في نادي الاتحاد السعودي .

## روابط خارجية
- فالديفيا على موقع قاعدة بيانات كرة القدم.إي يو (الإنجليزية)
- فالديفيا على موقع Soccerway.com (الإنجليزية)
- فالديفيا على موقع أوليمبيديا (الإنجليزية)